# この国の空 (映画)
『この国の空』（このくにのそら）は、2015年に公開された荒井晴彦監督の日本映画。
高井有一の同名小説が原作。

## あらすじ
戦時中の昭和20年。19才の田口里子は東京・杉並の自宅に母と二人で暮らしていた。父親は結核で他界し、祖父が残した借家の家賃で生活しながら、町会で各種届け出の書類を制作する里子。実はそれは、挺身隊(勤労奉仕の肉体労働)逃れの楽な仕事で、戦争さえ無ければ里子は仕事などせず、それなりの家に嫁ぐ話が来るはずの娘だった。しかし、この頃の日本には婿となる若い男が圧倒的に不足していた。
隣家に住む市毛猛男は、妻子を疎開させた一人暮らしの銀行員だった。健康だが細身なために初期の弛(ゆる)い徴兵検査で丙種(失格)となり、38才の現在は今さら兵隊には取られまいと思いつつ、赤紙(徴兵の指令書)が来る事を恐れ暮らす市毛。里子は、そんな市毛の家に一人で平気で上がり、話し込むこともあった。
そんな里子の家に転がり込む伯母の瑞枝。彼女は母・蔦枝の姉だが、横浜の空襲で家族を全て亡くし、逃れて来たのだった。しかし、当時は東京への転入が認められておらず、伯母の分の食料は配給を受けられなかった。厄介者として暮らし始める瑞枝。
市毛が、田舎に疎開した妻の為に東京の新聞記事を切り抜き、送っていると知って嫉妬する里子。そんな里子に市毛は、銀行の人員削減で宿直が増えるので、留守宅に風を通して欲しいと裏口の鍵を預けた。鍵を使って市毛宅に入り、乱れた寝室まで整頓する里子。
食料を得る為に上等な着物を包み、田舎の農家に物々交換に行く里子と母の蔦枝。ひと気のない川辺で里子と弁当を食べ、このご時世に里子の近くに市毛が居るのは有り難いと話す蔦枝。女っぽくなった里子に市毛は良い刺激だという意味だが、市毛に気を許してはいけないとも諭す蔦枝。気を許せば、損をするのは常に女なのだ。
大森まで歩けばヤミ米を安く買えるとの情報を伝え、里子を買い出しに誘う市毛。途中で休憩した神社で市毛に迫られた里子は、自分から市毛の胸に飛び込んだ。その夜、市毛と結ばれる里子。その後、数日間は多忙で帰宅しなかった市毛だが、慌てて帰ると、日本が降伏するとの極秘情報を里子の家族に伝えた。
戦争が終れば、市毛の妻子が疎開先から戻って来る。それでも好きだと言う市毛に里子は、「私の戦争は、これから始まる」と、険しい表情を向けた。

## スタッフ
- 監督 - 荒井晴彦[1]
- 製作 - 奥山和由[2]
- プロデューサー - 森重晃[1]
- 原作 - 高井有一 小説『この国の空』[1]
- 脚本 - 荒井晴彦[1]
- 撮影 - 川上皓市[1]
- 美術 - 松宮敏之[1]
- 編集 - 洲崎千恵子[1]
- 詩 - 茨木のり子 『わたしが一番きれいだったとき』[1]
- 音楽 - 下田逸郎、柴田奈穂[1]
- 照明 - 川井稔[1]
- 録音 - 照井康政[1]
- 効果 - 柴崎憲治[2]
- VFX - 田中貴志[2]
- 装飾 - 三木雅彦[2]
- ライン・プロデューサー - 近藤貴彦[1]
- 助監督 - 野本史生[1]
- 制作担当 - 森洋亮[1]

## キャスト
- 二階堂ふみ[1] - 田口里子[3]
- 長谷川博己[1] - 市毛猛男[3]
- 工藤夕貴 - 里子の母親[2]・田口蔦枝
- 富田靖子 - 里子の伯母[2]
- 利重剛[1]
- 上田耕一[1]
- 石橋蓮司[1]
- 奥田瑛二[1] - 画家・高辻[3]
- 滝沢涼子[2]
- 斉藤とも子[2]
- 北浦愛[2] - イソガイ
- 富岡忠文[2]
- 川瀬陽太[2]

## 受賞歴
- 2015年度 第89回キネマ旬報賞
  - 日本映画ベスト・テン7位　『この国の空』（荒井晴彦監督）[4]
  - 読者選出ベスト・テン８位
- 2015年 第67回読売文学賞
  - 戯曲・シナリオ賞 荒井晴彦『この国の空』[5]